# Ганс Гюнтер
Ганс Фрідріх Карл Ґюнтер (нім. Hans Friedrich Karl Günther; 16 лютого 1891, Фрайбург — 25 вересня 1968, в цьому ж місті) — письменник, расознавець, євгеніст, автор наукових робіт із расової теорії, особливійше — про нордичну расу (расова теорія Ґюнтера). Ганс Ґюнтер вплинув на початкову німецьку націонал-соціалістичну расову політику.
За освітою філолог. Член НСДАП із 1932 року. Викладав в університетах Відня, Берліна та Фрайбурга. У 1929 році видав «Коротку расологію німецького народу», яка набула великої популярности. Член Ради з питаннів євгеніки. За підсумками своєї роботи Гюнтер здобув жартовливі прізвиська Расовий Гюнтер та Rassenpapst - Расовий Папа.

## Біографія

### Юність
Батько Ганса Гюнтера - Карл Вільгельм був спадковим музикантом, сім'я якого походила з околиць міста Дессау (Саксонія-Ангальт). Мати Гюнтера - Матильда Катаріна Агнес, уроджена Кропф, була родом з Штутгарта, де жило кілька поколінь її сім'ї. По цій лінії простежується віддалений зв'язок із сім'єю матері Кеплера, великого астронома та астролога.
Гюнтер навчався у рідному Фрайбурзі в університеті Альберта Людвіга, де він вивчив порівняльну лінгвістику, але також слухав лекції з зоології та географії. Атестат отримав у 1910 році. У 1911 році він провів семестр у Сорбонні (Париж).

### Молодість
Закінчив докторантуру в Сорбонні у віці 23 років, у 1914 році, захистивши дисертацію на тему «Про джерела народної книги про Фортунат і його синів» — романтичні, напівказкові збори авантюрних історій епохи середньовіччя. Перші свої гроші він заробив, видавши цю роботу окремою книгою.
Цього року починається Перша світова війна, Гюнтер вербується в піхоту, але змушений комісуватися з армії з отриманим на службі важким суглобним ревматизмом. Він продовжує службу, але вже як санітар Червоного Хреста.

### Зрілість
У 28 років, у 1919 році Гюнтер офіційно виходить із протестантської церкви і починає писати свою першу програмну роботу «Лицар, Смерть та Диявол. Героїчна думка», яка вийшла 1920 року. Книга була надрукована в Мюнхені Юліусом Фрідріхом Леманом, який спеціалізувався на виданні націоналістичної та расистської літератури. Генріх Гіммлер був дуже захоплений цією книгою. Леман вплинув на формування поглядів Гюнтера і переконав його написати расове дослідження німців, надаючи підтримку фінансово і матеріалами у вигляді фотографій расових типів.
У 1922 році Гюнтер продовжує вчитися вже у Віденському університеті, працюючи у музеї в Дрездені. У 1923 році переїхав до Скандинавії, де мешкала його друга дружина-норвежка. Він отримав наукові нагороди від Упсальського університету та Шведського інституту расової біології, очолюваного Германом Люндборгом. У Норвегії він зустрів Видкуна Квіслінга, майбутнього «фюрера» Норвегії.

### Націонал-соціалізм
У 1930 році Гюнтер через свого друга Пауля Шульце-Наумбурга (1864—1949) познайомився з керівництвом Націонал-соціалістичної партії, яка щойно перемогла на виборах у Тюрингії. Наслідком цього знайомства стало створення урядом Тюрингії за спеціальним розпорядженням від 14 травня 1930 року кафедри соціальної антропології в Єнському університеті, незважаючи на протести ліберальної професури.
В той же день Гюнтер був призначений професором на щойно створену кафедру соціальної антропології в Єнському університеті, де він 15 листопада того ж року прочитав свою вступну лекцію під назвою «Причини расового занепаду німецького народу після Великого переселення народів». Після прочитання лекції з ним того ж вечора спілкувався Герман Герінг і звернувся до всіх, хто зібрався з хвалебною промовою на адресу Гюнтера. Вже ввечері захоплені студенти влаштували смолоскипну ходу перед будинком нового викладача. Але відгуки в газетах, що не розділяли ідеї націонал-соціалізму, були іншого роду: його кафедру назвали «кафедрою антисемітизму», а його лекцію, як і будь-якого «вченого» подібного роду, замахом на науку.
З цього часу Гюнтер був пов'язаний з націонал-соціалізмом.
У 1931 році Карл Даннбауер, маючи завдання вбити лідера партії Альфреда Розенберга, втратив його з виду і вирішив убити Гюнтера. Вжита ним спроба виявилася невдалою через наданий Гюнтером опір, хоча Гюнтер і отримав поранення в руку, що вимагало довгого лікування.
У травні 1932 року Гюнтер вступив у НСДАП (партійний білет № 1185391).
У 1935 році він покинув Єнський університет і став професором етнології, етнобіології та сільської соціології Берлінського університету, одночасно з цим керуючи расовим інститутом у Далемі.
У 1935—1937 роках спільно з Фішером, Ленцем та Абелем допоміг гестапо здійснити програму стерилізації «рейнських бастардів» — дітей французьких солдатів африканського походження та німецьких жінок.
Гюнтер отримав кілька нагород у період нацистської Німеччини. На партійному з'їзді 11 вересня 1935 року Альфред Розенберг, головний ідеолог партії, вручив Гюнтеру, як першому лауреату, премію НСДАП в галузі науки і підкреслив у своїй промові, що Гюнтер «заклав духовні основи боротьби нашого руху та законодавства Рейху».
У наступні роки Гюнтер отримав медаль Рудольфа Вірхова від Берлінського товариства етнології та антропології, яке очолював Ойген Фішер, і був обраний до керівництва Німецького філософського товариства. З нагоди 50-річчя (16 лютого 1941 року) він був нагороджений медаллю Гете та золотим партійним значком. Крім того, з 1933 року він увійшов до Ради з демографії та расової політики, яка перебувала у підпорядкуванні Вільгельма Фріка, міністра внутрішніх справ та народної освіти Тюрингії.
У квітні 1945 року до Тюрингії увійшли американці та зайняли віллу Шульце-Наумбурга. Гюнтер, як і інші жителі Веймара, кілька тижнів працював у концтаборі Бухенвальд. Коли стало відомо, що Тюрингія увійде до радянської зони, Гюнтер із сім'єю повернувся до Фрайбурга.
Після закінчення війни Гюнтер три роки провів у концтаборі. Суд вирішив, що хоча він був представником нацистського режиму, але не був ініціатором злочинів нацистів і тому несе меншу відповідальність за їхні наслідки. 8 серпня 1949 року суд третьої інстанції виніс вирок про його звільнення.
Характеризуючи позицію Гюнтера у повоєнний період, історик Еге. І. Колчинський писав, що «на думку цього пророка расології, націонал-соціалістичний расизм робив людину краще, тому необхідно повернутися до націонал-соціалізму, прибравши з нього всі крайнощі і зло».

## Расова теорія
У 1925 році Гюнтером була сформульована нордична ідея — ряд концептуальних положень, спрямованих на збереження нордичної раси. Гюнтер був адептом нордицизму. Виділяв шість європейських субрас:
1. Нордична раса
2. Динарська раса
3. Західна раса (середземноморська раса)
4. Східна раса (альпійська раса)
5. Фальська раса
6. Східно-балтійська раса

Будь-який європейський народ представляв по Гюнтеру змішання цих рас: у німців переважала «нордична» компонента, яка нібито зіграла основну роль становленні цивілізацій індоєвропейських народів. Інші раси розцінювалися Гюнтером нижче (на друге місце після нордичної в духовному відношенні він ставив динарську расу; східно-балтійську вважав більш розумово розвиненою, ніж східна та західна). Семіти (євреї) (яких він відносив переважно до неєвропейських (за його типологією) передньоазійської та орієнтальної раси) виявлялися повною протилежністю нордичній расі, здатної вносити тільки смуту і заворушення, і становили, на його думку, особливу небезпеку для німецького народу: при подальшому змішування з євреями, Німеччина мала перетворитися на «європейсько-азійсько-африканське расове болото».
Гюнтер вважав, що «нордична раса» має особливу цінність для німецькомовних народів. Він був прибічником визначення нордичної раси як вищої на Землі взагалі, але проти змішання рас і вважав, що з африканської чи азійської цивілізації нордична домішка буде шкідливою і неповноцінною. Індійську, перську, грецьку та римську цивілізацію він вважав результатом поневолення місцевих аборигенів нордичними племенами.
У роботі 1959 року «Зникнення талантів у Європі» Гюнтер продовжує відстоювати перевагу нордичної раси та важливість євгеніки для відстрочення заходу Європи.

## Критика
Німецькі вчені називали Гюнтера «фанатичним невігласом». На думку Петера Вірека (1965), науковий расизм Гюнтера насправді був релігією. Радянський етнограф і антрополог Н. Н. Чебоксаров (1975) відносив Гюнтера до «німецьких лжевчених, які відверто підтримали нацизм» . Радянський етнограф та історик С. А. Токарєв (1978) писав про твори Гюнтера: «Незважаючи на наукоподібну видимість, книги ці є найдикішою расистською фантазією».